# Калхун (Џорџија)
Калхун (Џорџија) (енгл. Calhoun) град је у америчкој савезној држави Џорџија. По попису становништва из 2010. у њему је живело 15.650 становника.

## Демографија
Према попису становништва из 2010. у граду је живело 15.650 становника, што је 4.983 (46,7%) становника више него 2000. године.
| Група             | 2000.         | 2010.          |
| Белци             | 7.807 (73,2%) | 10.127 (64,7%) |
| Афроамериканци    | 806 (7,6%)    | 1.063 (6,8%)   |
| Азијати           | 107 (1,0%)    | 273 (1,7%)     |
| Хиспаноамериканци | 1.821 (17,1%) | 3.910 (25,0%)  |
| Укупно            | 10.667        | 15.650         |